# فترة نانبوكو تشو
امتدت فترة نانبوكو تشو (تُعرف أيضًا بفترة البلاطات الشمالية والجنوبية) من 1336 حتى 1392، حدثت هذه الفترة خلال السنوات التأسيسية لموروماشي باكوفو في التاريخ الياباني.
خلال هذه الفترة، وُجد بلاط إمبراطوري شمالي أسسه أشيكاجا تاكاوجي في كيوتو، وبلاط إمبراطوري جنوبي أسسه الإمبراطور غو دياغو في يوشينو.
إيديولوجيًا، تصارع البلاطان لخمسين عامًا، حتى استسلم البلاط الجنوبي للشمالي عام 1392. لكن في الحقيقة، كان الخط الشمالي تحت سلطة شوغونية أشيكاجا ولم يكن مستقلًا إلا قليلًا.
منذ القرن التاسع عشر، اعتُبر أباطرة البلاط الإمبراطوري الجنوبي الأباطرة الشرعيون لليابان. من العوامل المساهمة الأخرى تحكم البلاط الجنوبي بالكنوز المقدسة اليابانية الإمبراطورية ومؤلَّف كيتاباتكي شيكافوسا الذي أعطى الشرعية للبلاط الإمبراطوري الجنوبي بصرف النظر عن هزيمته.
استمرت عواقب أحداث هذه الفترة بالتأثير في الرؤية اليابانية التقليدية المعاصرة للتينو سيكا (نظام الإمبراطور). تحت تأثير حالة شنتو، أسس مرسوم إمبراطوري يعود للثالث من مارس 1911 أن الملوك الشرعيون لتلك الفترة هم ملوك البلاط الجنوبي. بعد الحرب العالمية الثانية، ادعى سلسلة من المطالبين بالعرش، بدايةً بكومازوا هيروميشي، بأنهم من نسل البلاط الجنوبي وتحدوا شرعية السلالة الإمبراطورية المعاصرة والتي تنحدر من البلاط الشمالي.
أدى تدمير شوغونية كاماكورا عام 1333 وفشل استعادة كينمو عام 1336 إلى فتح أزمة شرعية للشوغونية الجديدة. علاوة على ذلك، فإن التغييرات المؤسسية في نظام العقارات (الشون) التي شكلت حجر الأساس لدخل النبلاء والمحاربين على حد سواء غيرت بشكل حاسم مكانة الفئات الاجتماعية المختلفة. ما ظهر من مقتضيات حرب نانبوكو تشو (البلاط الجنوبي والشمالي) كان نظام مورماشي، الذي وسع القاعدة الاقتصادية للمحاربين، بينما قوض المُلّاك النبلاء. بدأ هذا الاتجاه بالفعل مع كاماكورا باكوفو.

## سقوط كاماكورا باكوفو
كانت الصراعات الرئيسية التي ساهمت في اندلاع الحرب الأهلية هي الصراع المتزايد بين عائلة هوجو ومجموعات المحاربين الأخرى في أعقاب الغزوات المغولية لليابان عامي 1274 و1281 وفشل استعادة كيمو، ما أدى إلى اندلاع الصراع بين أنصار الموالين الإمبراطوريين وأنصار عشيرة أشيكاغا.
ظهر السخط تجاه نظام كاماكورا بقيادة الهوجو بين المحاربين في نهاية القرن الثالث عشر. كان سبب هذا الاستياء التأثير المتزايد للهوجو على عائلات المحاربين الأخرى داخل النظام. كانت الغزوات المغولية السبب الرئيسي وراء مركزية السلطة التي حدثت خلال فترة حكم هوجو توكيموني (1268–1284). خلال الأزمة، حدثت ثلاثة أشياء: زيادة تعيينات عائلة هوجو في مجلس الدولة؛ أصبح مجلس أسرة هوجو الخاص أهم هيئة لصنع القرار؛ ورُقي أتباع هوجو المباشرين بشكل متزايد إلى مراكز الشوجو. انخفضت بصورة أساسية دوائرهم الانتخابية من خلال إدراج أفراد عائلة هوجو فقط والأتباع المباشرين، على حساب قاعدة أوسع من الدعم. عندما ظهر تحالف ضد الهوجو عام 1331، استغرق الأمر عامين فقط للإطاحة بالنظام.
ترتبط الثروة في المجتمعات الزراعية بالأرض، ولم يكن الأمر في اليابان في العصور الوسطى مختلفًا. في الواقع، كانت الأرض هي السبب الرئيسي لكثير من السخط بين طبقة المحاربين. منذ صعود المحاربين تحت قيادة ميناموتو، كان من المتوقع أن يكافأ النصر في المعركة بمنح الأرض لأولئك الذين خدموا في الجانب المنتصر. ومع ذلك، على عكس أي حرب كانت قد جرت حتى ذلك الحين، فإن الغزوات المغولية مثلت مشكلة لأن هذه الحرب، التي كان ينظر إليها معظم اليابانيين على أنها واجب وطني، لم تحدث ضد عائلة محاربة أخرى، ولكن ضد عدو أجنبي. بعد هزيمة العدو الأجنبي، لم تكن هناك أراض لتوزيعها على المنتصرين. كانت هذه مشكلة خاصة بالنسبة لأولئك المحاربين الذين قاتلوا ببسالة وقدموا التماسات إلى حكام هوجو من أجل الأرض. حتى في بداية القرن الرابع عشر، شكل هذا السخط ضغطاً هائلاً على أي نظام نشأ. كان عليهم إرضاء هذه المجموعة على الفور من أجل النجاح.
عندما دُمر حكم كاماكورا عام 1333، ظهر مجتمع بلاط كيوتو مرة أخرى لمواجهة المحاربين. في الانتقال من هييان إلى فترة كاماكورا، خرج المحاربون بنجاح من هيمنة النظام الوراثي للبلاط كقوة سياسية مستقلة. مع زوال كاماكورا، حاول البلاط الإمبراطوري مرة أخرى استعادة قوته القانونية كبديل لحكم المحارب. كانت استعادة كيمو آخر محاولة يائسة من جانب البلاط لاستعادة قيادته، وليس فقط للحفاظ على مؤسساته. لم يحدث هذا مرة أخرى حتى استعادة ميجي في القرن التاسع عشر.

## استعادة الكيمو 1333-1336
في ربيع عام 1333، اعتقد الإمبراطور غو دايغو وأنصاره أن اللحظة قد حانت لاستعادة مجد البلاط الإمبراطوري. أصبح الإمبراطور دايغو (901-923 م)، الذي عاش في وقت لم يكن للبلاط فيه منافسون، وكان الحكم الفعال يُمارس مباشرة من العرش، هو اسم ونموذج غو دايغو المعتمد. كانت الأيديولوجية التي ظهرت مع استعادة كيمو ذات أهمية أساسية؛ لقد كانت حركة واعية لاستعادة القوة الإمبراطورية في مواجهة المحاربين. كان اثنان من أعظم المتحدثين باسم الحركة هما الأمير موريناغا وكيتاباتاكي شيكافوسا. كان الأمير موريناغا نجل دايغو، والمنافس اللدود لأشيكاغا تاكاوجي؛ لقد دعا إلى عسكرة النبلاء كخطوة ضرورية نحو حكم فعال. يلخص كتاب كيتاباتاكي شيكافوسا ما كان يبحث عنه الأمير موريناغا: نبيل من كيوتو أصبح أعظم الجنرالات الإمبراطوريين، إذ جمع بين أساليب المحارب وتربيته النبيلة. خلال الحصار الطويل في هيتاشي (1338-1343)، كتب شيكافوسا جينّو شوتوكو، وهو أحد أكثر الأعمال تأثيرًا على شرعية النظام الإمبراطوري الياباني. أصبح هذا الكتاب أحد القواعد الأيديولوجية لاستعادة ميجي في القرن التاسع عشر.
ومع ذلك، فإن استعادة كيمو كانت فاشلة. لقد فشلت لعدة أسباب، أهمها رغبة الإمبراطور غو دايغو غير الواقعية في العودة إلى ما كان يعتقد أنه عصر ذهبي. على الرغم من عدم وجود دليل على رغبته في العودة إلى سياسات عصر هييان مثل شيكافوسا، إلا أن هناك دليلًا واضحًا على أنه يعتقد أنه من الممكن استعادة ليس فقط القوة الإمبراطورية، ولكن أيضًا ثقافتها. حتى أنه كتب أطروحة بعنوان كينمو نينشو غيوجي بغرض إحياء مراسم البلاط التي لم تعد صالحة للاستخدام. في عام 1336، تمرد أشيكاغا تاكوجي ضد البلاط الإمبراطوري وأعلن بداية شوغونية جديدة. بعد إعلانه، أُجبِر على التراجع إلى كيوشو بعد أن هاجمته القوات الإمبراطورية التابعة لكيتاباتاكي أكييه وهزموه بالقرب من كيوتو. أدت هذه الخيانة لاستعادة كيمو من قبل تاكاوجي إلى تشويه اسمه في فترات لاحقة من التاريخ الياباني، وبدأت رسميًا حرب نانبوكو تشو. حاولت وجهات النظر التاريخية السابقة النظر في فشل الاستعادة على مستوى عدم الفعالية في مجال مكافأة الأراضي للعديد من الالتماسات التي أغرقت الساموراي؛ ومع ذلك، أصبح من الواضح، على المستوى الأهم، أن الأجهزة القضائية التي حددت قضايا المنازعات على الأراضي، كانت عملية الاستعادة فعالة. يجبرنا هذا على الاستنتاج بأن تمرد تاكوجي ورغبته في إنشاء نظام محارب جديد كان عاملاً رئيسيًا في فشل عملية الاستعادة. شجع تمرده مجموعة كبيرة من المحاربين غير الراضين (كان هناك دائمًا أولئك الذين لم تُقبل التماساتهم) الذين رغبوا في رؤية إنشاء نظام عسكري آخر على غرار كاماكورا.
كانت حرب نانبوكو تشو صراعًا أيديولوجيًا بين الموالين الذين أرادوا عودة الإمبراطور إلى السلطة، وأولئك الذين آمنوا بإنشاء نظام عسكري آخر على غرار كاماكورا. كان الأمر كما لو أن الفترتين السابقتين في التاريخ الياباني، هيان وكاماكورا، كانتا تتصادمان على المستوى الأيديولوجي. كان المحاربون النبلاء مثل كيتاباتاكي شيكافوسا براغماتيين بشأن الحاجة إلى المحاربين للمشاركة في الاستعادة على المستوى الأدواتي، ولكن على المستوى الأيديولوجي، أدى الاختلاف الشديد بين شيكافوسا وتاكاوجي إلى استقطاب القادة لسنوات عديدة قادمة. ظهر نظام موروماتشي، الذي دُمر في زمن الحرب، في أعقاب فشل عملية الاستعادة.